# Pablo Quattrocchi
Pablo Javier Quattrocchi (* 19. Januar 1974 in Quilmes) ist ein ehemaliger argentinischer Fußballspieler und späterer -trainer. 
Er spielte für Quilmes, Estudiantes de La Plata, den VfL Wolfsburg, CD Veracruz, CA San Lorenzo de Almagro und zuletzt für den Necaxa als Abwehrspieler und Mannschaftskapitän. 
2014 wurde er Trainer des ersten Clubs in Quilmes, des Quilmes Atlético Club (Quilmes AC). Zum 1. Januar 2016 wechselte er als Trainer zum Club Atlético Douglas Haig (CA Douglas Haig). Ab 2017 ist er bei Estudiantes de La Plata als Nachwuchskoordinator und Interimstrainer tätig und wurde bis 2022 drei Mal zum Interimstrainer berufen. Nach seinem Wechsel zu der Reservemannschaft CSD Defensa y Justicia wurde er 2024 zwei Mal zum Interimstrainer berufen.
Quattrocchi besitzt die argentinische und italienische Staatsbürgerschaft. In Argentinien und anderen spanischsprachigen Ländern wie Mexiko wird sein italienischer Nachname vielfach vereinfacht Quatrocchi geschrieben.